# Hevea benthamiana
Hevea benthamiana är en törelväxtart som beskrevs av Johannes Müller Argoviensis. Hevea benthamiana ingår i släktet Hevea och familjen törelväxter. Inga underarter finns listade i Catalogue of Life.

## Bildgalleri

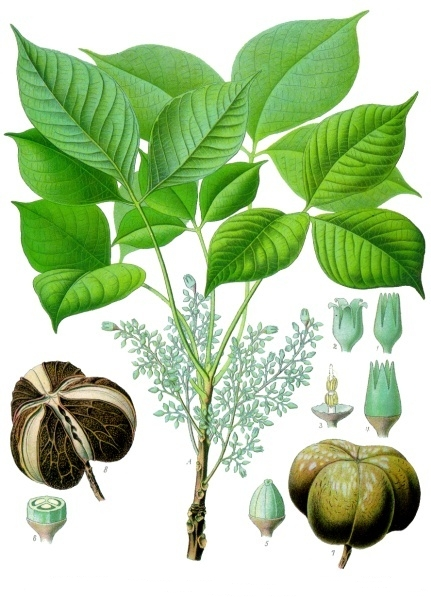